# Puccinia versicolor
Puccinia versicolor ist eine Ständerpilzart aus der Ordnung der Rostpilze (Pucciniales). Der Pilz ist ein Endoparasit von Wandelröschen und Canthium  sowie zahlreicher Süßgrasgattungen. Symptome des Befalls durch die Art sind Rostflecken und Pusteln auf den Blattoberflächen der Wirtspflanzen. Sie ist in den Tropen der ganzen Welt verbreitet.

## Merkmale

### Makroskopische Merkmale
Puccinia versicolor ist mit bloßem Auge nur anhand der auf der Oberfläche des Wirtes hervortretenden Sporenlager zu erkennen. Sie wachsen in Nestern, die als gelbliche bis braune Flecken und Pusteln auf den Blattoberflächen erscheinen.

### Mikroskopische Merkmale
Das Myzel von Puccinia versicolor wächst wie bei allen Puccinia-Arten interzellulär und bildet Saugfäden, die in das Speichergewebe des Wirtes wachsen. Die Aecien der Art besitzen 23–25 × 19–21 µm große Aeciosporen mit runzliger Oberfläche. Die gelben Uredien der Art wachsen meist unterseitig auf den Blättern der Wirtspflanze. Ihre farblosen Uredosporen sind für gewöhnlich breitellipsoid, 25–33 × 21–28 µm groß und fein stachelwarzig. Die meist blattunterseitig wachsenden Telien der Art sind schwarzbraun, pulverig und früh unbedeckt. Die dunkel gold- bis hell haselnussbraunen Teliosporen des Pilzes sind zweizellig, horizontal bis vertikal septiert, in der Regel breit bis länglich ellipsoid und 27–31 × 23–28 µm groß. Ihre Stiele sind farblos und bis zu 130 µm lang.

## Verbreitung
Das bekannte Verbreitungsgebiet von Puccinia versicolor ist pantropisch verbreitet.

## Ökologie
Die Wirtspflanzen von Puccinia versicolor sind für den Haplonten Wandelröschen (Lantana spp.) und Canthium-Arten sowie eine Vielzahl an Süßgräsern für den Dikaryonten. Der Pilz ernährt sich von den im Speichergewebe der Pflanzen vorhandenen Nährstoffen, seine Sporenlager brechen später durch die Blattoberfläche und setzen Sporen frei. Die Art verfügt über einen Entwicklungszyklus mit Telien, Uredien, Spermogonien und Aecien und macht einen Wirtswechsel durch.